# Bonno Thoden van Velzen
Hendrik Ulbo Eric ('Bonno') Thoden van Velzen (Vlissingen, 5 april 1933 - Huijbergen, 26 mei 2020) was een Nederlandse antropoloog, surinamist en afrikanist.

## Achtergrond
Thoden van Velzen is de zoon van een stuurman bij de Nederlandse koopvaardij, zijn grootvader was directeur van de Rijksnormaalschool in Deventer. De overgrootvader, betovergrootvader en betoudovergrootvader waren dominees. Een broer van de laatste, hoofd van de militie van Emden in de tweede helft van de 18e eeuw, droeg de voornaam Bonno die Hendrik Thoden van Velzen, ontevreden als hij was met zijn eigen doopnaam, in 1956 adopteerde als zijn roepnaam. Sindsdien wordt hij met die voornaam door intimi aangesproken, maar als wetenschappelijk publicist gebruikt hij vrijwel altijd zijn initialen.

## School- en diensttijd
Thoden van Velzen bracht een deel van zijn jeugd door in Utrecht, waarnaar de familie noodgedwongen verhuisde toen Vlissingen door de Duitse bezetter tot 'Sperrgebiet' werd verklaard. Na de oorlog doorliep hij twee klassen op de Carpentier Alting Stichting, een middelbare school in Batavia waar zijn vader van 1947 tot 1950 werkte bij de Dienst Scheepvaart te Tandjong Priok. Terug in Vlissingen kon hij in 1950-1952 zijn school afmaken. Een jaar later was Thoden van Velzen onder de wapenen, hij zwaaide in 1955 af als reserveofficier bij de artillerie.

## Studietijd
In 1955 begon Thoden van Velzen aan de studie culturele antropologie aan de Universiteit van Amsterdam. De wetenschappelijke insteek van André Köbben, die juist in dat jaar J.J. Fahrenfort - een theoretisch etnoloog van de oude stempel - als jong hoogleraar was opgevolgd, inspireerde en vormde hem. Köbben was een empirist en een pragmaticus: de feitelijkheden die door antropologisch veldwerk aan het licht kwamen, feiten die gecorreleerd konden worden en eventueel statistisch bewerkt, waren voor hem het uitgangspunt. De 'transacties' tussen de actoren in een samenleving vormden voor hem de grondstof van de antropoloog, en niet een aantal uitgangspunten en conclusies die afkomstig waren van grote denksystemen zoals het marxisme of het Franse
structuralisme waarmee op empirisch niveau, in dit geval het antropologisch veldwerk, weinig mee was aan te vangen. 
Tijdens zijn studie ontmoette Thoden van Velzen onder de studenten van Köbben zijn toekomstige levens- en onderzoekspartner Wilhelmina van Wetering. Na hun afstuderen togen beiden naar Suriname voor een promotieonderzoek bij de Marrons.

## Veldwerk
Deze eerste veldwerkperiode vond tussen mei 1961 en november 1962 plaats bij de Aukaners, de omvangrijkste marrongroep in het Surinaamse binnenland. Na afloop van het onderzoek promoveerden ze beiden bij Köbben, Thoden van Velzen over de machtsverhoudingen in deze stam. In 1966, het jaar van zijn promotie, werd hij wetenschappelijk medewerker bij het Afrika-Studiecentrum in Leiden, waar hij tot 1971 zou blijven. Deze functie voerde hem tussen 1966 en 1969 naar Tanzania. Het zwaartepunt van zijn onderzoek werd gevormd door de gevolgen van de socialistische Ujamaa-hervormingen voor de verhoudingen op het platteland. In tegenstelling tot de bedoelingen van de toenmalige president Julius Nyerere bleken de door hem gewenste hervormingen méér in plaats van minder sociale ongelijkheid te brengen. Thoden van Velzen was een van de wetenschappers die hier in een vroege fase op wees.
In 1977 zou Thoden van Velzen aan Tanzania zijn laatste artikel wijden, de studie van de Aukaanse samenleving in al haar facetten zou vanaf dan zijn levenswerk worden. Vanaf 1965 tot 2010, soms met pauzes van enkele jaren, verkeerde hij 15 keer als onderzoeker onder de Aukaners, in een aantal gevallen vergezeld van zijn vrouw. Deze korte veldwerkperiodes varieerden in lengte van drie tot zeven weken. 

## Academische loopbaan
In 1971 volgde Thoden van Velzen in Utrecht de zeventigjarige professor Fischer op als hoogleraar culturele antropologie. Onder zijn professoraat, van 1971 tot 1991, zou de Utrechtse opleiding uitgebouwd worden tot het centrum voor Surinaamse en Caribische studies, te vergelijken met de Leidse academische specialisatie in Indonesische en de Nijmeegse in Oceanische studies. 
Van 1988 tot 1999 was hij tevens als docent verbonden aan de Amsterdam School for Social Science Research en van 1996 tot 1999 als bijzonder hoogleraar culturele antropologie aan de Universiteit van Amsterdam. Sinds 1990 is Thoden van Velzen gewoon lid van de Koninklijke Nederlandse Akademie van Wetenschappen.

## Gematigd freudiaan
Tijdens zijn vroege veldwerk in Suriname en Tanzania constateerde Thoden van Velzen dat de emotionele component van het intermenselijk handelen een noodzakelijk onderdeel van het antropologisch onderzoek moest zijn; de 'kale' meetbare transacties waren niet voldoende om het groepsleven in al zijn facetten te begrijpen. Hij vond aansluiting bij het gedachtegoed van Freud met wiens visie en begrippen het mogelijk was om 'onder het oppervlak' van het transactionele verkeer te kijken of sleutelmythen van de Aukaners te kunnen doorgronden. 

## Interviews
- Suzanne Kuik en Milena Veenis, 'Professor of the Dark Side. An interview with Bonno Thoden van Velzen', in: Dutch Masters, themanummer Etnofoor 18(2), 2005, p. 87-104
- 'Through Maroon worlds: a conversation with Bonno Thoden van Velzen', in: Canadian Journal of Latin American and Carribian Studies 2016, vol. 41, No.2, p. 254-278  (met Olivia Maria Gomes da Cunha).

## Necrologie
- Dirk Vlasblom, 'Een leven gewijd aan de Marroncultuur. Bonno Thoden van Velzen (1933-2020)', in: NRC zaterdag 27 juni & zondag 28 juni 2020, p. 33